# Kryobehälter
Ein Kryobehälter (von altgriech. κρυος (kryos) = Frost, Eis) ist ein in der Regel vakuumisolierter Stahlbehälter zur Aufbewahrung verflüssigter Gase.
Kryobehälter sind als doppelwandige Edelstahlbehälter konstruiert, deren Zwischenräume zur besseren Isolierung evakuiert sind. Je nach Verwendung gibt es nur eine Zu- bzw. Ableitung zum Kryobehälter oder einen Deckel, über den auf den Inhalt zugegriffen werden kann.
Solche Behälter werden u. a. für die Aufbewahrung von verflüssigten Gasen für verschiedene Industrien (z. B. Lebensmittel- oder Stahlindustrie) oder auch für die Lagerung von biologischem Material, wie z. B. Stammzellen in Kryobanken, verwendet.

## Normen
- EN 1251-1 bis -2 und EN ISO 21029-2 für ortsbewegliche vakuum-isolierte Behälter mit einem Fassungsraum von nicht mehr als 1000 Liter
- EN 13458-1 bis -2 und EN ISO 21009-2 für ortsfeste vakuum-isolierte Behälter
- EN 13530-1 bis -2 und EN ISO 20421-2 für große ortsbewegliche vakuum-isolierte Behälter
- EN 14197-1 bis -3 für ortsfeste nicht vakuum-isolierte Behälter
- EN 14398-1 bis -3 für große ortsbewegliche nicht vakuum-isolierte Behälter